# Film und MultimediaArt (Ortweinschule Graz)
Die Ausbildung Film und MultimediaArt ist eine Fachrichtung der Abteilung Kunst & Design an der HTBLVA Graz-Ortweinschule (Höhere technische Bundeslehr- und Versuchsanstalt). Sie ist die erste schulische Ausbildungsstätte im Bereich Film, Fernsehen und neue Medien in Österreich. Im allgemeinen Sprachgebrauch wird die Fachrichtung meist als Filmschule Ortwein bezeichnet.

## Geschichte
Mitte der 1970er Jahre wurde im Rahmen des Kunstfestivals steirischer herbst die Bedeutung der Neuen Medien erörtert und dabei ein Aufholbedarf an österreichischen Schulen bezüglich eines fundierten Ausbildungsangebots in diesem Bereich diskutiert.
1976 wurde der Künstler, Kunst- und Medientheoretiker Richard Kriesche mit den Vorarbeiten zur Gründung einer Fachrichtung für Audiovisuelle Medien an der Ortweinschule Graz betraut. Dies ermöglichte die erste schulische Ausbildung für Neue Medien. 1977 startete der erste Jahrgang im Rahmen eines Schulversuchs, dessen Absolventen 1981 erstmals in Österreich in den Gegenständen Film, Video und Fotografie zur Matura bzw. zum Abitur antraten, aus der die Fachrichtung Film und MultimediaArt hervorging.
Von 1978 bis 1988 leitete der österreichische Filmproduzent Dieter Pochlatko den damaligen Film-Ausbildungszweig an der Ortweinschule Graz. Pochlatko unterrichtete weiters an den Medienlehrgängen an der Universität Graz und an der Donau-Universität Krems und hielt Gastvorträge an der bedeutendsten Filmhochschule Frankreichs, der La Fémis in Paris. Für den Bereich Fotografie und Bildgestaltung konnte der Fotograf Branko Lenart als Lehrer gewonnen werden. Im Zuge einer Schwerpunktsetzung 2003 kam es zu einer Namensänderung von der Sparte Audiovisuelle Medien in die Fachrichtung Film und MultimediaArt.

## Schulische Filmausbildung
Die 5-jährige Film- und MultimediaArt-Ausbildung an der HTBLVA Graz-Ortweinschule beginnt mit der Oberstufe (und damit in der Regel mit 14 Jahren) und schließt mit Matura ab. Der Schwerpunkt der Ausbildung liegt in der audiovisuellen Gestaltung, dem filmischen Erzählen und dem Storytelling für Fernsehen und interaktive/transmediale Plattformen. Neben Drehbuch und Dramaturgie, Film- und Fernsehregie, Kamera und Lichttechnik, Schnitt- und Postproduktion, 3D-Animation, Tontechnik und Sound-Design werden auch Digital Film Arts, kreatives Produzieren, Web-Design, Creative Coding und Physical Computing unterrichtet.
Ein im Umfang von 8 Wochen erforderliches Pflichtpraktikum in den Creative Industries soll das erworbene berufspraktische Wissen in den Schulferien vertiefen. Damit werden die Absolventen nicht nur für ein weiterführendes Studium an einer Filmhochschule, Universität oder Fachhochschule, sondern auch auf einen möglichen direkten Berufseinstieg vorbereitet.

## Internationale Auszeichnungen
Mit ihren im Unterricht entstandenen Spielfilmen, Dokumentationen, Musikvideos, Werbespots, Imagefilmen, Multimedia-Installationen und 3D-Animationen nehmen die Schüler an zahlreichen nationalen und internationalen Festivals teil. Zum Teil sind sie auch selbst in Jugendfilm-Jurys vertreten.
Die Absolventen der Fachrichtung Film und MultimediaArt an der HTL Ortweinschule haben u. a. folgende Awards, Auszeichnungen und internationale Preise erhalten:
- Cinestyria Jugendfilmpreis des Landes Steiermark
- Diagonale-Kurzfilmpreis
- Österreichischer Filmpreis für besten Kurzfilm
- Österreichischer Musikvideopreis
- Berlinale-Talent-Campus
- Visual Effects Society Award/Outstanding Matte Paintings in a Feature

## Bekannte Absolventen (Auswahl)
- Jörg Auzinger
- Dominik Hartl
- Catalina Molina
- David Gesslbauer
- Franz Leopold Schmelzer